# Sean (rapper)
Sean, pseudonimo di Sean Daniel Martin (Città del Capo, 8 ottobre 1971), è un rapper, cantante e writer sudafricano, è stato uno dei pionieri del genere in Italia, dove ha fatto parte di gruppi storici come Radical Stuff e del supergruppo Melma & Merda.

## Biografia
Nato in Sudafrica, ma cresciuto a Milano, nella prima metà degli anni 1980 fonda il gruppo di breaker Dynamic Force, il gruppo viene successivamente ingaggiato dall'agenzia pubblicitaria Roller Italia per una serie di tournée e date promosse dalla azienda di gomme da masticare Brooklyn e da Coca Cola. Nel 1984 ha la possibilità di mostrarsi in televisione partecipando al Festivalbar per la presentazione del progetto discografico Break dance compilation (CGD).
Nello stesso periodo Sean inizia ad interessarsi anche al writing, diventando uno dei primi writer di Milano; il suo interesse per la cultura hip hop lo ha spinto comunque a lavorare su tutte e quattro le "discipline", diventando una figura centrale e pioniera del movimento italiano. Durante un viaggio a Londra, oltre ad affinare le proprie tecniche come ballerino, si interessa profondamente all'hip hop britannico che denota forti influenze caraibiche, che rendono la figura dell'MC diversa da quella intesa negli Stati Uniti. In Inghilterra è testimone della nascita di generi di incrocio come il ragga e quelli che poi diventeranno jungle e drum and bass.
Al ritorno in Italia, Sean si occupa di insegnamento di diverse danze hip hop. Contestualmente si avvicina al microfono dopo l'esperienza londinese. Dalle prime esperienze underground Sean ricava una vera e propria professione che ne occuperà la maggior parte del tempo. Nel 1987 dopo alcune collaborazioni con le case discografiche Non Stop Records e CBS, fonda la Fresh Press Crew assieme a Kaos, Top Cat, DJ Skizo, DJ Gruff, il gruppo di lì a poco cambierà nome in Radical Stuff che diventerà il primo gruppo hip hop italiano ad incidere un prodotto: dopo singoli come Let's Get Dizzy e I Guess U Know, nel 1992 i Radical stuff esordiscono con l'album dal vivo Jazzy Rap Night Live pubblicato dalla Flying Records e realizzato assieme ai Lo Greco Bros.. Nel 1994 il gruppo esce con l'album doppio Hardaswallow realizzato in collaborazione con artisti quali Michael Rosen, Silvio D'Amico, Enrico Cremonesi e Ivan Ciccarelli con cui inizieranno un tour promozionale.
Allo scioglimento del gruppo Sean collabora con Neffa, nei suoi Neffa & i messaggeri della dopa (1996) e 107 elementi (1998), e con Gente Guasta, Fritz da Cat, DJ Gruff e Kaos. La delusione per la direzione presa dall'hip hop italiano porta Sean a realizzare un album lontano dagli standard hip hop, in cui Sean si sperimenta cantante melodico, dal titolo Lagash Project, assieme a Luca Saporiti e Silvio D'Amico, prodotto dall'etichetta inglese Beyond Records (1996), e pubblicato in Italia dalla Edel Music nel 1998.
Durante la seconda tournée con Neffa, nasce l'idea di creare un gruppo composto da Sean, Kaos e Deda, nascono i Melma & Merda, che pubblicano un disco, lo sperimentale Merda & Melma che diventa un classico del genere italiano ed un esempio di altissimo livello di hardcore hip hop.
Il gruppo però si scioglie alla vigilia del secondo album e Sean, dopo aver prestato la voce a diverse pubblicità ed aver collaborato con artisti al di fuori della scena, decide di allontanarsi dall'hip hop italiano, iniziando a scrivere articoli per la rivista Acid Jazz, lavorando con Radio Italia Network e presentandosi come Disc jockey in vari locali da ballo.
Questo distacco dall'hip hop più classico porta Sean a concepire assieme a Zippo il progetto live Konflix, miscela di Jazz e Poetry, accompagnata da tre musicisti come Alberto Turra, Tony Boselli e Ivan Lo Giusto. Questo progetto permette a Sean di approfondire la sua conoscenza di generi quali soul, jazz e funk, esplorando così quelle che sono le origini dell'Hip Hop e l'R&B moderno.
Konflix evolve nel gruppo Sean Martin & the TurboGolfers, formato da Sean, Turra e Lo Giusto, con l'aggiunta del batterista Marco Cavani, tuttora attivo. Il periodo serve a Sean per cercare un equilibrio tra il rap ed il canto melodico. Vi sono infatti nuove collaborazioni con Saporiti, con i Dining Rooms, Ezra, e relativi live. Tra il 2003 ed il 2004 per il progetto Katzuma.org, assieme a Deda, Sean incide Moonbooty, un album nato ricercando le sonorità del funk anni 1970 con il solo utilizzo delle macchine digitali e l'apporto vocale.
Sean continua poi parallelamente lo sviluppo delle sue capacità artistiche, lavorando per una compagnia di scenografi per la quale realizza stand per fiere e convegni, scenografie per studi televisivi e set per videoclip. Sull'onda dell'ampliamento degli interessi artistici inizia anche una collaborazione con Sara Tajariol assieme a cui realizza diversi servizi documentaristici per Rete 4 incentrati sulle culture dei popoli del sud est asiatico. Il duo diventa presto autosufficiente ed inizia a progettare un film documentario sull'arte di strada.
Nel 2005 Sean conosce gli Smoke, band reggae composta da musicisti di lunga esperienza come Ale Soresini, Gianluca Pelosi e Marco Zaghi, e che vantano collaborazioni con nomi di rilievo della scena musicale internazionale tra i quali Leonard Jonson (ex Temptation), Jerry Dugery, Laurel Aitken, Dave Baker, Ki-Many Marley; nel 2006, dopo la pubblicazione del loro primo album omonimo, ne diventa il cantante, sostituendo alla voce Dre Love (altra figura cardine della golden age dell'hip-hop italiano).
Oggi Sean lavora come motion designer e insieme a Sara è a capo della "Videorize", società che produce contenuti video di vario genere.

## Discografia

### Da solista
- 1996 – Music By The Devil (con Lagash e Silvio D'Amico)

### Con i Radical Stuff
- 1992 – Jazzy Rap Night Live (con Lo Greco Bros)
- 1994 – Hardaswallow

### Con i Melma & Merda
- 1999 – Merda & melma (con Kaos e Deda)

### Con gli Smoke
- 2008 – Routes

### Collaborazioni
- 1996 – Kaos feat. DJ Gruff e Sean – Black Hole (da Fastidio)
- 1996 – Neffa feat. Phase II e Sean – To the Death (da Neffa & i messaggeri della dopa)
- 1997 – Chief & Soci feat. Kaos e Sean – Adrenaline (da Il mondo che non c'è)
- 1997 – DJ Gruff feat. Neffa, Sean e Soul Boy – Sucker Jump (da Zero Stress)
- 1997 – Sean feat. Elise e DJ Double S – Vexed (da Torino Boys Soundtrack)
- 1998 – Neffa feat. Kaos, Deda, Sean, DJ Skizo, DJ Stile, DJ Double S e Zak – Strategie dell'universo (da 107 elementi)
- 1999 – Fritz da Cat feat. Sean e Polare – Procton (da Novecinquanta)
- 1999 – Kaos feat. Gopher, Chico MD e Sean – Zjust Begun (da L'attesa)
- 1999 – Kaos feat. Sean e Chico MD – Raggi X (da L'attesa)
- 2000 – Gente Guasta feat. Sean – Ill Combo (da La grande truffa del rap)
- 2001 – Gente Guasta feat. Sean – La maison des artistes '99 (da Qvinto Potere)
- 2001 – Ezra feat. Sean – Underground
- 2002 – Alexia – Dire dare, A casa di Jerry e Senza di te (da Alexia)
- 2004 – Katzuma.org – Volume 1 - Moonbooty
- 2007 – DJ Skizo feat. Bungalow Zen, Sean e DJ Tayone – Ghetto Child (da Broken Dreams)
- 2009 – Tayone feat. Sean – That's The way (da Photographie)
- 2022 – Deda feat. Danno, Sean, Inoki e Mistaman – Rock The House (da House Party)